# Fernão Salles
Fernão de Morais Salles (Campinas, 20 de maio de 1888 — Pouso Alegre, 21 de julho de 1932) foi um empresário brasileiro. Tornou-se notório por conta de sua participação na Revolução Constitucionalista de 1932.

## Biografia
Fernão de Moraes Salles nasceu em Campinas no dia 20 de maio de 1888, filho de José Pedroso de Morais Salles e de Maria Izabel Cantinho Salles. Tinha como irmãos: Mario, Octavio, Laura, Julieta, Ibanez, Ruth, José e Rubens. Era casado com Lucilia Freire de Morais Salles. O seu irmão Rubens Salles foi um renomado futebolista no país e também foi o primeiro treinador do São Paulo Futebol Clube.
Atuava como empresário e fazendeiro na região de Campinas, porém, ele bem como a sua família eram notórios e influentes na alta sociedade paulistana da época.
Participou da deflagração da Revolução Constitucionalista de 1932, ocorrida em 9 de julho na capital paulista. Salles se alista como voluntário logo nos primeiros dias de recrutamento, se incorporando em 11 de julho. Foi comissionado tenente e passou a comandar o 1º pelotão da 1º companhia do Batalhão "Paes Leme" que reunia civis voluntários, sendo designado a rumar com seus homens para o então denominado "setor leste", na região de Campinas e Mogi Mirim. Em 15 de julho, recebe ordens do capitão Antônio Pietscher, comandante do Batalhão, para tomar Pouso Alegre.
Contudo, em 20 de julho, tropas federais que estavam nos arredores daquela cidade avançaram e lançaram de súbito uma ofensiva contra a companhia de Fernão Salles, na altura de Borda da Matta. Embora tendo de improvisar a sua defesa, os paulistas conseguiram resistir por várias horas a ofensiva feita por meio do bombardeio de artilharia e da fuzilaria de infantaria. Em 21 de julho, pela manhã, quando a ofensiva inimiga amenizou, a companhia de Fernão Salles tentou um avanço, levando o adversário a recuar mais de três quilômetros, porém, durante essa investida foi atingido na cabeça por projétil de fuzil e morreu instantaneamente. Após horas de combate, naquele dia prevaleceram naquela batalha as tropas federais, que deixaram um saldo de várias baixas entre os paulistas, somando feridos e mortos, incluindo o próprio comandante daquela companhia.
Segundo depoimento de seu irmão, Ibanez de Moraes Salles, Fernão foi morto por uma bala perdida em um ligeiro momento em que deixou de se abrigar do fogo de inquietação dos adversários.
O corpo de Fernão Salles foi trazido para São Paulo e em 22 de julho foi organizado um funeral com amplas homenagens e honras militares. Houve carreata fúnebre da Praça do Patriarca até o Cemitério da Consolação, onde foi então sepultado.
Em 1956, com a inauguração do Obelisco do Ibirapuera e Mausoléu ao Soldado Constitucionalista de 1932, seus restos mortais foram trasladados para esse local.

## Homenagens
Ainda durante aquele conflito, em sua homenagem foi criado o “Batalhão Fernão Salles” que atuou na Frente Sul, na região de Itapetininga, combatendo tropas federais gaúchas.
Atualmente há várias referências em São Paulo em memória ao combatente de 1932, entre elas, a Rua Fernão Salles em Sorocaba, Ribeirão Preto.